# رادیو محلی
رادیو‌ها دیربازی است که به عنوان یکی از مهم‌ترین ابزارهای اطلاع رسانی در جوامع مختلف مورد استفاده قرار می‌گیرد. در دهه‌ها اخیر پیش‌بینی می‌شد که با ایجاد تکنولوژی‌های نو ارتباطی همچون شبکه‌های تار گستر، ماهواره‌ها و سیستم‌های اطلاع رسانی سیار نقش این رسانه ارتباطی کم رنگ تر گردد اما رادیوها ضمن نگه داشتن هواداران قدیمی خود، با سازگار کردن تکنولوژی‌های نوین تولید و پخش بر تعداد شنوندگان خود افزوده‌است. در این پژوهش ضمن برشمردن مزایاهای ایجاد ایستگاه‌های رادیویی شهری یا محلی در شهرهای ایران به امکان سنجی پروژه و موانع پیش روی آن پیش روی آن پرداخته‌است. هرچند که در جمهوری اسلامی ایران سیاست تمرکز گرا و انحصارگرایانه در ایجاد رسانه‌های پخشی همچون رادیو‌ها و تلویزیون وجود دارد، امید است با ایجاد ساز و کار نظارتی مناسب و ایجاد قوانین فراگیر بستر مناسبی جهت عملیاتی شدن این‌گونه طرح‌ها فراهم گردد. شهرستان جهرم را به دلیل سابقه قبلی در راه اندازی رادیوی شهری به عنوان محور پژوهش قرار داده و به امکان سنجی این پروژه در این شهر که هفتادو پنجمین شهر پرجمعیت ایران است می‌پردازیم.

## پیشینه رادیو
اولین ایستگاه‌های رادیویی به‌طور ساده فقط سیستم‌های رادیوتلگراف بودند و صدا را منتقل نمی‌کردند. در سال ۱۹۰۶ رجینالد فسندن موفق به ارسال صدا شد و چارلز هارولد نیز در سال ۱۹۰۹ صدا و گفتگو را پخش نمود.
حال بایستی دستگاهی برای دریافت این صدا ایجاد می‌شد. پیتزبورگ، پنسیلوانیا که تحت مالکیت و اداره وستینگهاوس بودند، پخش رادیویی را با اولین مجوز و پروانه ایستگاه رادیویی «تجاری» در ۲ ماه نوامبر، سال ۱۹۲۰ شروع کرند.
به کارگیری رادیو در ایران با افتتاح نخستین فرستنده‌های بی‌سیم موج بلند تهران با قدرت ۲۰ کیلو وات و طول دکل ۱۲۰ متر، در ساعت ۳ بعدازظهر روز ششم اردیبهشت ماه سال ۱۳۰۵ در تهران آغاز شد.[۱]
پیش از این، مدرسه بیسیم قشون کل در وزارت جنگ، به تعلیم نیروی متخصص جهت کار با این گونه ایستگاه‌ها روی آورده بود و با ایجاد فرستنده‌های طول موج کوتاه، گروهی از کارکنان این مدرسه به فرانسه اعزام شدند تا دوره‌های تخصصی تر را ببینند. به دنبال تصویب اساسنامهٔ سازمان پرورش افکار در پانزدهم دی ماه ۱۳۱۷ شمسی، کمیسیون رادیو ساخت دو دستگاه فرستنده موج کوتاه به قدرت ۲ و ۲۰ کیلو وات را به شرکت استاندارد انگلستان سفارش داد. 
کار نصب و راه‌اندازی فرستنده در اواخر سال ۱۳۱۸ صورت گرفت . پس از نصب دستگاه فرستنده و آماده‌سازی یک استودیوی موقت در عمارت بی‌سیم، سرانجام رادیو تهران در چهارم اردیبهشت ماه ۱۳۱۹ افتتاح شد. [۱] 
رادیو در ایران که هم‌اکنون پیرمردی هفتاد ساله‌است، فراز و نشیب‌های تاریخی بسیاری را تجربه کرده‌است، مردم را شاد کرده، آن‌ها را گریانده و با صدای آژیر خود، مردم را به پناهگاه‌ها فرستاده و با اعلام وضعیت سبز آن‌ها را بیرون کشیده‌است. 
در حال حاضر ۳۰ مرکز استان و ۹ شهر دیگر صاحب رادیو می‌باشند. یاسوج و جزیره کیش جمعیتی کمتر از جهرم را تحت پوشش دارند. جدول زیر لیست این ۳۹ ایستگاه رادیویی به همراه جمعیت شهر و اینکه آیا رادیو استانی است یا نه آورده شده‌است.
| ردیف | نام رادیو محلی | استان               | جمعیت     | مرکز استان | مقایسه جمعیتی با جهرم |
| ---- | -------------- | ------------------- | --------- | ---------- | --------------------- |
| ۱    | رادیو تهران    | تهران               | ۷٬۷۰۵٬۰۳۶ | بله        | بالاتر                |
| ۲    | رادیو مشهد     | خراسان رضوی         | ۲٬۴۱۰٬۸۰۰ | بله        | بالاتر                |
| ۳    | رادیو اصفهان   | اصفهان              | ۱٬۵۸۳٬۶۰۹ | بله        | بالاتر                |
| ۴    | رادیو تبریز    | آذربایجان شرقی      | ۱٬۳۷۸٬۹۳۵ | بله        | بالاتر                |
| ۵    | رادیو البرز    | استان البرز         | ۱٬۳۷۷٬۴۵۰ | بله        | بالاتر                |
| ۶    | رادیو شیراز    | فارس                | ۱٬۲۰۴٬۸۸۲ | بله        | بالاتر                |
| ۷    | رادیو اهواز    | خوزستان             | ۹۶۹٬۸۴۳   | بله        | بالاتر                |
| ۸    | رادیو قم       | قم                  | ۹۵۱٬۹۱۸   | بله        | بالاتر                |
| ۹    | رادیو کرمانشاه | کرمانشاه            | ۷۸۴٬۶۰۲   | بله        | بالاتر                |
| ۱۰   | رادیو ارومیه   | آذربایجان غربی      | ۵۷۷٬۳۰۷   | بله        | بالاتر                |
| ۱۱   | رادیو زاهدان   | سیستان و بلوچستان   | ۵۵۲٬۷۰۶   | بله        | بالاتر                |
| ۱۲   | رادیو گیلان    | گیلان               | ۵۵۱٬۱۶۱   | بله        | بالاتر                |
| ۱۳   | رادیو کرمان    | کرمان               | ۴۹۶٬۶۸۴   | بله        | بالاتر                |
| ۱۴   | رادیو همدان    | همدان               | ۴۷۳٬۱۴۹   | بله        | بالاتر                |
| ۱۵   | رادیو اراک     | مرکزی               | ۴۳۸٬۳۳۸   | بله        | بالاتر                |
| ۱۶   | رادیو یزد      | یزد                 | ۴۲۳٬۰۰۶   | بله        | بالاتر                |
| ۱۷   | رادیو اردبیل   | اردبیل              | ۴۱۲٬۶۶۹   | بله        | بالاتر                |
| ۱۸   | رادیو بندرعباس | هرمزگان             | ۳۶۷٬۵۰۸   | بله        | بالاتر                |
| ۱۹   | رادیو قزوین    | قزوین               | ۳۴۹٬۸۲۱   | بله        | بالاتر                |
| ۲۰   | رادیو زنجان    | زنجان               | ۳۴۱٬۸۰۱   | بله        | بالاتر                |
| ۲۱   | رادیو لرستان   | لرستان              | ۳۲۸٬۵۴۴   | بله        | بالاتر                |
| ۲۲   | رادیو سنندج    | کردستان             | ۳۱۱٬۴۴۶   | بله        | بالاتر                |
| ۲۳   | رادیو گرگان    | گلستان              | ۲۶۹٬۲۲۶   | بله        | بالاتر                |
| ۲۴   | رادیو ساری     | مازندران            | ۲۵۹٬۰۸۴   | بله        | بالاتر                |
| ۲۵   | رادیو دزفول    | خوزستان             | ۲۲۸٬۵۰۷   | خیر        | بالاتر                |
| ۲۶   | رادیو بروجرد   | لرستان              | ۲۲۷٬۵۴۷   | خیر        | بالاتر                |
| ۲۷   | رادیو آبادان   | خوزستان             | ۲۱۷٬۹۸۸   | خیر        | بالاتر                |
| ۲۸   | رادیو بجنورد   | خراسان شمالی        | ۱۷۲٬۷۷۲   | بله        | بالاتر                |
| ۲۹   | رادیو بوشهر    | بوشهر               | ۱۶۱٬۶۷۴   | بله        | بالاتر                |
| ۳۰   | رادیو بیرجند   | خراسان جنوبی        | ۱۵۷٬۸۴۸   | بله        | بالاتر                |
| ۳۱   | رادیو ایلام    | ایلام               | ۱۵۵٬۲۸۹   | بله        | بالاتر                |
| ۳۲   | رادیو مراغه    | آذربایجان شرقی      | ۱۴۶٬۴۰۵   | خیر        | بالاتر                |
| ۳۳   | رادیو رفسنجان  | کرمان               | ۱۳۶٬۳۸۸   | خیر        | بالاتر                |
| ۳۴   | رادیو مهاباد   | آذربایجان غربی      | ۱۳۳٬۳۲۴   | خیر        | بالاتر                |
| ۳۵   | رادیو زابل     | سیستان و بلوچستان   | ۱۳۰٬۶۴۲   | خیر        | بالاتر                |
| ۳۶   | رادیو شهرکرد   | چهارمحال و بختیاری  | ۱۲۶٬۷۴۶   | بله        | بالاتر                |
| ۳۷   | رادیو سمنان    | سمنان               | ۱۲۴٬۹۹۹   | بله        | بالاتر                |
| ۳۸   | رادیو یاسوج    | کهگیلویه و بویراحمد | ۹۶٬۷۸۶    | بله        | پایین تر              |
| ۳۹   | رادیو کیش      | هرمزگان             | ۲۰٬۶۶۷    | خیر        | پایین تر              |

## مزایای تأسیس رادیوی شهری
سازمان یونسکو به صورت جدی حمایت خود را از تأسیس رادیوهای محلی و شهری اعلام نموده‌است. این حمایت‌ها بی دلیل نیست چرا که رادیوهای تخصصی شهری می‌تواند گره‌های بسیاری را مشکلات منطقه باز کند. به عنوان مثال 
رادیوی شهر ی می‌تواند بر ۴ اصل بنیادی استوار باشد:
1. جامعه: رادیوی شهری مطابق به خصوصیات بنیادی جامعه بنا شده‌است و پاسخگوی نیازهای مردم در حوزه تخصصی شهرستان هامی‌باشد.
2. آزاد: رادیوی شهری با مدیریت خصوصی به خدمت به جامعه پرداخته و بر اساس بردی از قبل تعیین شده نیست.
3. مشارکت: جامعه باید قادر به همکاری در اداره امور رادیوی شهری باشد باشد به‌طور مثال، تولید برنامه توسط موسسات درون جامعه، نشر گردهمائی‌های همگانی و تبادل آزاد نظریات.
4. برآورد کردن نیازهای شهری

یکی از مهم‌ترین کاربردهای رایوهای شهری آگاه‌سازی عمومی و تخصصی مردم منطقه می‌باشد که می‌تواند با هدایت صحیح و مدیریت کارآمد آن را در جهت پیشرفت همه جانبه شهر به کار بست.
در زیر به برخی از نیازهای جامعه شهری در حیطه تخصصی شهری، واقع در یک منطقه خاص، با رویکرد منطقه‌ای اشاره شده‌است که می‌توان ضمن گسترش دامنه این نیازها اقدام به تهیه و تولید برنامه نمود:
- تهیه و پخش خبر
- تهیه محتوا و انتشار آن
- تشکیل میزگردهای مردمی جهت آگاه سازی، ایده یابی و دریافت پیشنهادها در زمینه‌های مختلف مهندسی عمرانی، کشاورزی، صنعتی و خدماتی
- گفتگو با کارشناسان کشاورزی جهت تغییر رویکرد کشاورزی محور بودن منطقه یا استفاده از متدهای جدید کشاورزی
- تولید برنامه‌های فرهنگ ساز و سرگرم‌کننده همچون نمایشنامه‌های رادیوی، موسیقی و غیره
- پشتیبانی و توسعه انجمن‌های منطقه‌ای با موضوع آگاهی‌های محیطی
- پوشش دادن گردهمایی‌ها و جلسات مسئولین شهری، مراسم مذهبی و غیره
- دعوت از مسئولین شهری و کارشناسان حوزه‌های تخصصی جهت پاسخ گویی به سوالات مردم
- برگزاری جلسات جهت شرح و بررسی معضلات شهری و کشف راهکار و پیگیری تا رفع مشکل
- پخش اطلاعیه سازمان‌ها و ارگان‌های شهری

## چالش‌های تأسیس رادیوی شهری
چالش‌های مربوط به خصوصی سازی و به اجرا در آوردن اصل ۴۴ قانون اساسی جمهوری اسلامی ایران مهم‌ترین مسئله‌ای است که وقت دولتمردان را به خود اختصاص داده، اما متأسفانه در ابلاغیه سیاست‌های اجرایی اصل ۴۴ جایگاه رسانه‌ها به وضوح خالی دیده می‌شود و باید به این نکته معترف بود که رادیو و تلویزیون شامل این اصل نمی‌شوند و همچنان در دستان دولت باقی می‌ماند. 
برخی موانع شکل‌گیری رسانه‌های غیر دولتی موفق در ایران به قرار زیر بر می‌شمارند:
1. ضعف احزاب: مدل مالکیت رسانه‌ها در غرب چهار روند کلی را طی کرده‌است؛ مطبوعات دولتی، مطبوعات حزبی، مطبوعات تجاری و در نهایت مطبوعات با مالکیت عمومی. اما در ایران این‌گونه نبوده‌است.
2. ترس حرفه یی از نظر مدیریت: به سختی سرمایه‌گذاری یافت می‌شود که حاضر شود چنین ریسک سرمایه یی را بپذیرد. مثلاً با توجه به انحصار نسبی دولت در صنعت، رسانه‌های خصوصی از بیم قطع آگهی‌ها محافظه کارتر عمل می‌کنند.
3. موانع صنفی و آموزشی: آموزش در حوزه رادیو و تلویزیون محدود به یک دانشکده دولتی است.

یکی از کارشناسان رسانه معتقد است که مالکیت هم‌اکنون در انحصار دولت است، اما در حوزهٔ مدیریت می‌توان تغییر ایجاد کرد. مالکیت می‌تواند دولتی باقی بماند و مدیریت به بخش خصوصی واگذار شود. چنین مدیریتی می‌تواند تنوع در برنامه‌های رادیویی ایجاد کند. به نظر می‌رسد چنانچه این مدل، عملیاتی شود و طراحی دقیق صورت گیرد، می‌توان احساس کرد که این نوع مدیریت از قبلی بهتر بوده و به واقعیت نزدیکتر باشد. این مسئله نشان‌دهندهٔ این است که رادیو و تلویزیون را می‌توان حداقل در حوزه‌هایی از انحصار دولت خارج کرد.
| ردیف | نوع مالکیت | نوع مدیریت | آزادی عمل       | مقام نظارتی  | هزینه‌ها         | درآمد       | عیب                                                  | درجه پیشنهادی |
| ---- | ---------- | ---------- | --------------- | ------------ | --------------- | ----------- | ---------------------------------------------------- | ------------- |
| ۱    | دولتی      | دولتی      | محدود           | دولت         | دولت            | بسیار پایین | انحصارگرایی دولت                                     | ۳             |
| ۲    | دولتی      | خصوصی      | متوسط           | نماینده دولت | دولت-تبلیغات    | پایین       | نظارت‌های غیر منصفانه دولتی                           | ۱             |
| ۳    | دولتی      | عامه       | متوسط           | نماینده دولت | تبلیغات-مردم    | متوسط       | نظارت‌های غیر منصفانه دولتی و سیاست‌های ناپایدار رسانه | ۲             |
| ۴    | خصوصی      | خصوصی      | وابسته به قانون | قانون        | تبلیغات-اسپانسر | بالا        | قوانین موجود                                         | ۴             |
| ۵    | عامه       | عامه       | بالا            | قانون        | تبلیغات-مردم    | متوسط       | قوانین موجود و سیاست‌های ناپایدار رسانه               | ۵             |

## تاسیسات و تجهیزات
یک ایستگاه رادیویی یک سرویس پخش و انتشار است که به‌طور معمول از طریق هوا و به صورت موج‌های رادیویی از یک فرستنده و توسط آنتن پخش شده و به کمک دستگاه‌های گیرنده دریافت می‌شود. ایستگاه‌ها به روش‌های مختلفی اقدام به پخش برنامه‌های خود می‌کنند که برخی از آن‌ها در جدول زیر مقایسه شده‌است.
| ردیف | روش                 | سطح پوشش                       | هزینه را اندازی | تجهیزات دریافت‌کننده | درجه پیشنهادی |
| ---- | ------------------- | ------------------------------ | --------------- | ------------------- | ------------- |
| ۱    | فرستنده اف‌ام ۲۰۳۰   | پایین (وابسته به قدرت فرستنده) | پایین           | رادیوهای ساده خانگی | ۱             |
| ۲    | فرستنده AM          | بالا                           | متوسط           | رادیوهای ساده خانگی | ۲             |
| ۳    | کابل اف‌ام ۲۰۳۰      | وابسته به طول کابل             | بالا            | رادیوهای مخصوص      | ۶             |
| ۴    | شبکه کابلی(ام آ ان) | محدوده شبکه                    | بسیار پایین     | رادیوهای مخصوص      | ۴             |
| ۵    | اینترنت             | جهانی                          | بالا            | اینترنت             | ۳             |
| ۶    | ماهواره             | محدوده دید ماهواره             | بسیار بالا      | رسیور-دیش           | ۵             |
| ۷    | انرژی الکتریسیته    | بالا                           | در مرحله پژوهش  | در مرحله پژوهش      | ۸             |
| ۸    | لوله‌کشی گاز         | بالا                           | در مرحله پژوهش  | در مرحله پژوهش      | ۷             |

ساده‌ترین رادیوهای محلی از یک فرستنده کم قدرت، آنتن، میکرفن و پخش‌کننده صدا و موتر برق تشکیل شده‌است. با این تجهیزات می‌توان تا شعاع ۱۰ کیلومتری را تحت پوشش قرار داد. جدول زیر تجهیزات پایه‌ای یک ایستگاه رادیویی سیگنال آنالوگ را با حداقل امکانات لیست کرده‌است و با کمکی دید آینده نگرانه به هیچ عنوان جهت راه اندازی یک ایستگاه شهری پیشنهاد نمی‌شود!
| ردیف | نام دستگاه                         | تعداد    | قیمت برحسب دلار |
| ---- | ---------------------------------- | -------- | --------------- |
| ۱    | فرستنده ۲۰-۴۰ وات (مولد راه انداز) | ۱ عدد    | ۱۵۰۰            |
| ۲    | تقویت‌کننده (بوستر) ۱۰۰ وات         | ۱ عدد    | ۱۰۰۰            |
| ۳    | آنتن سیستم/تک نیم موجه             | ۱ مجموعه | ۴۰۰             |
| ۴    | میکسر صوتی ۱۲ کاناله               | ۱ عدد    | ۵۰۰             |
| ۵    | تقویت‌کننده صدا                     | ۱ عدد    | ۳۰۰             |
| ۶    | نوار خوان @ ۵۰۰                    | ۲ عدد    | ۱۰۰۰            |
| ۷    | سی دی خوان @ ۲۰۰                   | ۱ عدد    | ۴۰۰             |
| ۸    | کریک (Karaoke)                     | ۳ عدد    | ۳۰۰             |
| ۹    | بلند گو @۱۰۰                       | ۳ عدد    | ۳۰۰             |
| ۱۰   | ضبط صوت قابل حمل @ ۱۵۰             | ۳ عدد    | ۳۰۰             |
| ۱۱   | roll Floor stand mic/boom @ ۱۵     | ۱ عدد    | ۳۰۰             |
| ۱۲   | کابل میکرفن                        | ۱ عدد    | ۳۰۰             |
| ۱۳   | pcs. KG 1500 D AVR                 | ۲ عدد    | ۲۵۰             |
| ۱۴   | pcs. Headphones @ ۳۰               | ۲ عدد    | ۶۰              |
| ۱۵   | اتصال دهنده‌های XLR (نرگی و مادگی   |          | ۲۰              |

اما آنچه مسلم به نظر می‌رسد این است که جهت پوشش گستره شهری جهرم ما نیازمند امکانات تکنیکی تر و مجهزتری می‌باشیم. فرستنده‌ها را باید ارتقا داد، آنتن‌های پر قدرت تری را تدارک دید، استودیو مجهزی فراهم نمود و مکان مناسبی را جهت استقرار این تجهیزات فراهم نمود.

### فرستنده رادیویی
فرستنده رادیویی هسته اصلی تشکیل دهنده رادیوی شهر می‌باشد. این فرستنده امکان ارسال برنامه رادیویی‌های تولیدی را فراهم می‌کند. فرستنده‌های توان پایین می‌توانند با توان ۵ تا ۳۰۰ وات ساخته شوند و حداکثر تا شعاع ۳۰ کیلومتری خود را تحت پوشش قرار دهند. مثلاً فرستنده‌ای که جهت یک شهر نسبتا کوچک پیشنهاد می‌شود، فرستنده FM با قدرت ۲۰ وات است.
می‌توان یک تعویض‌کننده‌های خطی یا تقویت‌کننده قدرت را به فرستنده ۲۰ وات اضافه نمود. این تقویت‌کننده‌ها با قدرت‌های ۵۰، ۱۰۰، ۲۰۰، ۲۵۰،۳۰۰، ۵۰۰ و حتی ۱۰۰۰ وات نیز وجود دارد. استفاده از تقویت‌کننده‌ها مرقوم به صرفه تر است.
فرستنده‌های اف‌ام ۲۰۳۰ معمولاً به AM ترجیح داده می‌شود چرا که:
- ارزان تر بودن تجهیزات به کارگیری
- فراوان بودن تجهیزات در بازار
- کیفیت بالاتر سیگنال‌ها
- عدم نیاز به آنتن با سیستم‌های پیچیده
- کم مصرف تر بودن
- مهیا بودن باند فرکانسی آزاد بیشتر

### فرستنده AM
ایستگاه‌های AM اولین ایستگاه‌های پخشی بودند که توسعه داده شدند. AM اشاره به مدولاسیون دامنه اینترنتی یک مد برای پخش امواج رادیویی با دامنه‌های مختلف سیگنال حامل در پاسخ به دامنه سیگنال ارسال شده می‌باشد.
یکی از مزایای پخش AM استفاده از سیگنال‌های ساده و غیر پیشرفته‌است که می‌تواند با تجهیزات ساده ( به صدا تبدیل شود) دریافت و آشکار شود. اگر یک سیگنال به اندازه کافی قوی باشد، حتی منبع برق برای آن لازم نیست.
رادیوی AM بعضی ایرادات و اشکالات مهم و جدی دارد
- این سیگنال با طوفان‌های الکتریکی ( رعد و برق) و موارد دیگر مانند EMI دچار اختلال می‌شود.
- این سیگنال در هنگام شب ممکن است کم سو یا کم انرژی شود.
- سیگنال‌های AM میرا شدن بیشتری دارند و در شب‌ها مسافت بیشتری را طی می‌کنند.

### فرستنده FM
رادیوی FM توسط ادوین اچ آرمسترانگ در سال ۱۹۳۰ به منظور جلوگیری از تداخل ثابت مشکل رادیوی AM اختراع شد که در مقابل تداخل مصونیت داشت. درهمین زمان، کیفیت بهتر امکان قرار گرفتن فضای ایستگاه‌ها را در فواصل بیشتری فراهم کرد. به جای ۱۰ کیلو هرتز فضا، فضای آن‌ها ۲۰۰ کیلوهرتز، شد. این مورد قبلاً در تجهیزات صوتی در سال ۱۹۴۰ وجود نداشت، اما این فضاگذاری بین کانالی بیشتر که برای کاهش مشکل سیستم‌های موجود AM استفاده شد.

### رادیو ماهواره‌ای
پخش‌کننده‌های رادیویی ماهواره ای به آهستگی ایجاد و توسعه یافته‌اند، چون هزینه‌های زیاد ورود به سیستم براساس فضای فرستنده ماهواره‌ها، و محدودیت موجود برای مجوزهای در حوزه ماهواره‌ای، رشد این بازار را محدود کرده‌است. در ایالات متحده آمریکا و کانادا، فقط دو سرویس، رادیوی ماهواره‌ای XM و رادیوی ماهواره‌ای سیروس وجود دارد.